# Masuccio Salernitano
Tommaso Guardati, detto Masuccio Salernitano, o Masuccio da Salerno (Salerno o Sorrento, 1410 circa – Salerno, 1475), è stato uno scrittore e novellista italiano.
La sua opera più nota è Il Novellino, una raccolta di 50 racconti, ciascuno preceduto da una lettera di dedica a un personaggio famoso e con un epilogo contenente la "morale" della storia. I racconti presentano una tendenza fortemente anticlericale che portò il libro ad essere incluso nel primo Indice dei libri proibiti nel 1557. La XXXIII novella, Mariotto e Ganozza, ispirò indirettamente il Romeo e Giulietta di Shakespeare.

## Biografia
Era uno dei tre figli della magnifica Margaritella de' Mariconda e del magnifico Loise (Luigi), membro della nobile famiglia sorrentina dei Guardati, titolata del feudo di Torricella fin dal 1181. Nato sotto il segno dell'Ariete, come egli stesso ricorda nel suo Novellino, dunque tra marzo e aprile, era forse il figlio primogenito. Infatti, come imponeva la tradizione dell'epoca, portava il nome del nonno paterno. Il fratello Francesco fu un medico, mentre la sorella Ippolita sposò il giurista Bernuccio Quaranta da Salerno.
Da giovane si dedicò agli studi ecclesiastici, che però abbandonò poco dopo per intraprendere la carriera di funzionario dello Stato; quindi si trasferì a Napoli, presso la corte di Alfonso d'Aragona, dove si integrò ben presto nell'ambiente umanista. Il poeta Giovanni Pontano, in un celebre epitaffio, affermò che Masuccio Salernitano era nato e deceduto nella stessa città, motivo per cui le incertezze storiche circa il luogo di nascita del novellista si risolvono nell'indicazione di Salerno (dove certamente morì), con probabilità inferiore su Sorrento, terra d'origine di suo padre.
Nella capitale del Regno, il novellista strinse numerose amicizie, anche con esponenti della famiglia reale e della corte, nobili campani e spagnoli, ambasciatori di diverse città italiane ed intellettuali. Dopo il 1463, ritornò a Salerno e fu segretario del principe Roberto Sanseverino, a cui dedica la novella VI de Il Novellino.

### Sepoltura
Secondo lo storico salernitano Matteo Fiore, sarebbe sepolto a Salerno nell'antica Chiesa di Santa Maria de Alimundo, in una nicchia al centro del pavimento e priva di iscrizioni. Secondo altre ipotesi invece sarebbe stato sepolto in terra sconsacrata fuori le mura della Città di Salerno, poiché a causa delle sue opere, ritenute troppo audaci, pare fosse deceduto senza poter ricevere i sacramenti religiosi, e forse solo successivamente il corpo fu traslato in qualche chiesa della Città di Salerno, probabilmente Santa Maria de Alimundo  dai figli tutti religiosi che, per sfuggire a ripercussioni lasciarono il sepolcro privo di iscrizione.

### Matrimonio e discendenza
Non molto dopo il 1440, Masuccio sposò la nobile Cristina de Pandis, nativa di Manfredonia, da cui ebbe cinque figli: Loise (che ricevette il nome del nonno paterno), Alferio, Vincenzo, tutti uomini di chiesa; Caracciola, damigella della duchessa di Calabria che sposò Antonio Fagella e Adriana suora; di conseguenza si estinse il ramo principale della Famiglia Guardati rispettivamente nelle famiglie Fagella e Quaranta.

## Produzione letteraria
Masuccio Salernitano è ricordato principalmente come autore del Novellino, raccolta di cinquanta racconti satirici e grotteschi, pubblicata peraltro postuma nel 1476.
Il testo del Novellino, impregnato di forte carattere anticlericale, figura nel primo Indice dei libri proibiti promulgato dalla Santa Congregazione dell'Inquisizione romana. La pubblicazione dell'opera, dedicata alla nobildonna Ippolita Sforza, fu curata da Francesco del Tuppo.
Una delle sue novelle, Mariotto e Ganozza (novella XXXIII), ispirò indirettamente il Romeo e Giulietta di Shakespeare.